# Sulkovec
Sulkovec település Csehországban, a Žďár nad Sázavou-i járásban. Sulkovec Nedvězí, Bystré, Chlum-Korouhvice, Rovečné, Ubušínek, Dalečín és Nyklovice településekkel határos. Lakosainak száma 159 fő (2024. január 1.).

## Népesség
A település lakosságának változását az alábbi diagram mutatja:
| Lakosok száma | 526  | 579  | 508  | 383  | 277  | 174  | 180  | 170  | 140  | 159  |
|               | 1869 | 1900 | 1921 | 1961 | 1980 | 2011 | 2016 | 2019 | 2021 | 2024 |